# Естадио Луис Франсини
Естадио „Луис Франсини“ (на испански: Estadio Luis Franzini) е футболен стадион в столицата на Уругвай Монтевидео. На него играе домакинските си мачове „Дефенсор Спортинг“. Капацитетът му е 18 000 места. Стадионът носи името на Луис Франсини, президент на отбора в продължение на 33 години, както и президент на Уругвайската футболна комисия.